# Folsomides terrus
Folsomides terrus är en urinsektsart som beskrevs av Fjellberg 1993. Folsomides terrus ingår i släktet Folsomides och familjen Isotomidae. Inga underarter finns listade i Catalogue of Life.